# Isokyrö
Isokyrö (schwedisch Storkyro) ist eine Gemeinde mit 4406 Einwohnern (Stand 31. Dezember 2022) in der westfinnischen Landschaft Südösterbotten. Sie liegt im Küstenhinterland am Ufer des Flusses Kyrönjoki etwa auf halber Strecke zwischen den Städten Vaasa und Seinäjoki.
Das heutige Isokyrö ist das alte Verwaltungszentrum der seit dem Mittelalter bestehenden Großgemeinde Pohjankyrö, die weite Teile des Tales des Kyrönjoki umfasste. In ihrer heutigen Form besteht die Gemeinde seit 1785 und umfasst die Dörfer Hevonkoski, Ikola, Kuivila, Kylkkälä, Laurola, Lehmäjoki, Naarajoki, Napue, Orismala, Palhojainen, Palo, Ritaala, Tuurala, Ulvila, Yryselä, Valtaala und Ventälä.

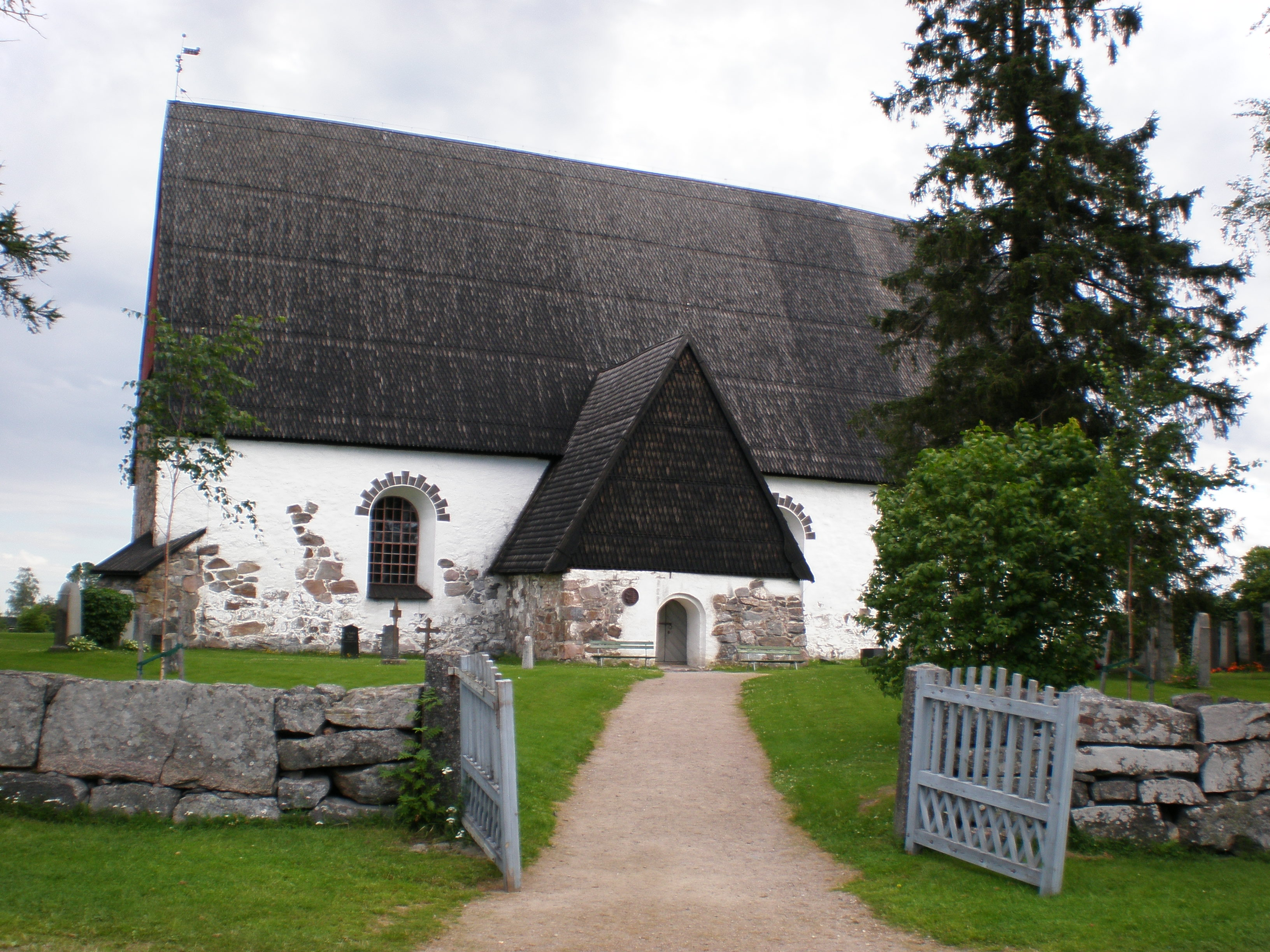
Feldsteinkirche

Die mittelalterliche Feldsteinkirche von Isokyrö wurde im Zeitraum zwischen 1513 und 1533 errichtet. Ihr Innenraum wurde 1560 ist mit insgesamt 114 Wandgemälden von Jaakko Geeti ausgeschmückt, die biblische Szenen darstellen.
Am 19. Februar 1714 wurde in Isokyrö nahe der Siedlung Napue die letzte Feldschlacht des Großen Nordischen Krieges auf finnischem Boden geschlagen (vgl. Schlacht von Storkyro). Die finnisch-schwedischen Truppen unter Carl Gustaf Armfeldt, denen sich viele einheimische Bauern angeschlossen hatten, erlitten gegen die zahlenmäßig weit überlegenen Russen schwere Verluste. Fast alle wehrfähigen Männer der Gemeinde Isokyrö starben oder wurden verwundet. An die Schlacht erinnert ein 1920 errichtetes Denkmal.
Sehenswert ist weiterhin das herrschaftliche Gut Orisberg, dessen Kirche und Glockenturm 1831 von Carl Ludwig Engel erbaut wurden.